# 喝!
「喝!」（かつ）は、シブがき隊の楽曲で、9枚目のシングル。1984年3月30日に発売。

## 解説
デビュー3年目にして初で、これまで出した楽曲の中で唯一オリコンシングルチャート1位を獲得した作品。売上枚数は25.2万枚。自身も出演した牛乳石鹸の製品「ラブジュ」のCMソングとして使われた。初回特典としてステッカーが付属された。

## 収録曲
作詞：売野雅勇、作曲・編曲：後藤次利
1. 喝!
2. ヘアピン・サーカス